# Varades
Varades är en kommun i departementet Loire-Atlantique i regionen Pays de la Loire i nordvästra Frankrike. Kommunen ligger i kantonen Varades som tillhör arrondissementet Ancenis. År 2018 hade Varades 3 708 invånare.

## Befolkningsutveckling
Antalet invånare i kommunen Varades
| Referens: INSEE |